# Smuti
Smúti (angleško smoothie; iz smooth = gladek), tudi zméšanček, je napitek iz zmešanega sadja. Veliko smutijev poleg svežega vsebuje tudi zmrznjeno sadje, zmleti led in zmrznjen jogurt. Po gostoti so podobni mlečnim napitkom (milkshake), vendar ne vsebujejo mleka ali sladoleda. V Sloveniji je »Smoothie« registrirana blagovna znamka podjetja Fructal.

## Zgodovina
Na ameriški zahodni obali se smutiju podobni sadni napitki začnejo prodajati že okrog 1930, v 1940. letih pa se je dalo dobiti tudi že prve recepte (banana smoothee, pineapple smoothee).
Ime se je pojavljalo v dveh oblikah, »smoothee« in »smoothie«, in je označevalo pijačo, narejeno z mešalnikom. Uporabljati se je začelo v 60. letih. Oče napitka in imena naj bi bil Steve Kuhnau, lastnik in ustanovitelj podjetja Smoothie King. Sam je bil alergičen na mlečne izdelke, zato ni mogel piti pijač, kot so bili mlečni napitki, in naj bi zato izumil smuti, pijačo, ki ne vsebuje mleka.. Samo ime datira že v leto 1900, vendar ni bilo povezano ne s sadjem ne z napitki. V 60-ih so jih začeli prodajati v prodajalnah sladoleda in trgovinah z zdravo prehrano (predvsem v Kaliforniji), kar je verjetno posledica povečanega zanimanja za makrobiotiko v tistem času.
Prvi smutiji so bili narejeni iz sadja, sadnega soka in ledu, nekateri so vsebovali še zmleto zmrznjeno mleko, stregli pa so jih v lokalnih restavracijah z zdravo prehrano.
Smutiji so bili najbolj popularni v Kaliforniji, zato ne preseneča, da je prva zaščitena blagovna znamka smutija, ki se je pojavila v sredini sedemdesetih let, nosila ime California Smoothie, proizvajalo pa jo je podjetje California Smoothie Company iz New Jerseyja.
V 80-ih letih 20. stoletka so se povečevale zahteve po zdravem življenju in ob porastu vsakovrstnih vrst zdrave hrane so postali moderni tudi smutiji. Takrat so odprli tudi prve specializirane prodajalne. V širšo uporabo so prišli v začetku 90-ih let, tako v restavracijah kot v supermarketih. Številni proizvajalci so začeli recepturam dodajati zmrznjen jogurt, ponekod v Sredozemlju in na Bližnjem vzhodu pa so začeli kot sestavino uporabljati med. Ob dodatku alkoholnih pijač se uporabljajo tudi kot sestavina za koktajle.

## Zdravje
Smutiji so priljubljeni zlasti pri ljudeh, ki živijo zdravo. Po navadi jih lahko najdemo zraven zdravih proizvodov, kot so tofu, sveže sadje, zelenjava itd.
Smuti vsebuje vlaknine, vitamine in antioksidante. 
Nekateri kritiki opozarjajo na pretirano navdušenje nad smutiji in sorodnimi izdelki. Običajno vsebujejo veliko sladkorjev in so zelo kalorični. Kakovost izdelka je odvisna tudi od predpriprave sadja in zelenjave; pogosto sokovi in s tem tudi smutiji ne vsebujejo znatnih količin vlaknin. Vsekakor so praviloma kakovostnejši doma propravljeni sadno-zelenjavni napitki. Prehranski strokovnjaki namesto smutijev svetujejo uživanje svežega sadja in zelenjave.